# Rifugio Vitale Giacoletti
Das Rifugio Vitale Giacoletti (2741 m s.l.m.) ist eine in den Sommermonaten bewirtschaftete Schutzhütte in den Cottischen Alpen der norditalienischen Provinz Cuneo, Region Piemont.
Das Rifugio des Club Alpino Italiano (CAI) gehört zur Gemeinde Crissolo (Oberes Potal, auch Valle Po) und liegt unterhalb der Nordflanke des Monviso am Colle del Losas.

## Geschichte
Das Haus wurde 1939 als Kaserne errichtet und bis 1943 militärisch genutzt. Ab 1952 wurde es unter dem Namen Rifugio del Losas als Schutzhütte von der Sektion Barge des CAI genutzt. Nach einem Umbau 1961 wurde es nach Vitale Giacoletti (1923–1955), dem Gründer der CAI-Sektion Barge, benannt. Das Rifugio ist mehrmals, zuletzt 1971, erweitert und modernisiert worden.

## Übergänge
- Im Rahmen des Giro del Monviso durch den Buco di Viso, den ältesten Tunnel der Alpen, zum Rifugio Vallanta und zum Rifugio Quintino Sella.